# Дифтерија
Дифтерија је заразна болест изазвана бактеријом Corynebacterium diphteriae. Преноси се директно путем капљица у ваздуху, ређе индиректно путем заражених предмета. Резервоар болести је човек. Бактерије дифтерије ослобађају токсин дифтерије, који блокира синтезу протеина у ћелијама и на тај начин изазива њихово изумирање. Најчешће су погођени ждрело, крајници, слузокожа носа, лимфни чворови врата, гркљан, ране итд. На овим органима јављају се карактеристичне псеудомембране сиво-беле боје, које се чврсто држе на површини слузокоже, а после њиховог отклањања се јавља крварење. У склопу системских поремећаја током дифтерије јавља се дегенерација срчаног мишића, јетре, бубрега, промене на нервном систему.
Већина инфекција је асимптоматска или има благи клинички ток, али у неким епидемијама више од 10% оних којима је дијагнозирана болест може умрети. Знаци и симптоми могу да варирају од благих до тешких и обично почињу два до пет дана након излагања. Симптоми се често јављају прилично постепено, почевши од упале грла и грознице. У тешким случајевима, сива или бела мрља се развија у грлу. Ово може блокирати дисајне путеве и изазвати лајав кашаљ као код крупа. Врат може делимично да отекне због увећаних лимфних чворова. Постоји и облик дифтерије који обухвата кожу, очи или гениталије. Компликације могу укључивати миокардитис, упалу нерава, проблеме са бубрезима и проблеме са крварењем због ниског нивоа тромбоцита. Миокардитис може довести до абнормалног куцања срца, а запаљење нерава може довести до парализе.
Дифтерија се обично преноси међу људима директним контактом или ваздушним путем. Може се ширити и контаминираним предметима. Неки људи носе бактерију без симптома, али ипак могу да пренесу болест на друге. Три главна типа C. diphtheriae изазивају различите тежине болести. Симптоми су последица токсина који производи бактерија. Дијагноза се често може поставити на основу изгледа грла уз потврду микробиолошком културом. Претходна инфекција не штити увек од будуће инфекције.
Вакцина против дифтерије је ефикасна за превенцију и доступна је у бројним формулацијама. Три или четири дозе, дате заједно са вакцином против тетануса и вакцине против пертусиса, препоручују се током детињства. Даље дозе вакцине против дифтерије-тетануса препоручују се сваких десет година. Заштита се може потврдити мерењем нивоа антитоксина у крви. Дифтерија се може спречити код оних који су били изложени, као и лечити антибиотицима еритромицином или бензилпеницилином. Трахеотомија је понекад потребна за отварање дисајних путева у тешким случајевима.
У 2015. години званично је пријављено 4.500 случајева широм света, што је пад са скоро 100.000 колико их је било 1980. године. Верује се да се око милион случајева годишње догађало пре 1980-их. Дифтерија се тренутно најчешће јавља у подсахарској Африци, Индији и Индонезији. У 2015. години, то је резултирало са 2.100 смртних случајева, што је мање од 8.000 смртних случајева 1990. године. У областима где је и даље уобичајена, деца су највише погођена. Ретка је у развијеном свету због широко распрострањене вакцинације, али се може поново појавити ако се стопе вакцинације смање. У Сједињеним Државама је пријављено 57 случајева између 1980. и 2004. године. Смрт се јавља код 5% до 10% дијагностикованих. Болест је први пут описао Хипократ у 5. веку пре нове ере. Бактерију је 1882. идентификовао Едвин Клебс.

## Узрочник
Бактерија дифтерије (лат. Corynebacterium diphteriae), је аеробна бактерија, која припада грам позитивним бактеријама (метода идентификовања бактерија путем бојења) и њен изглед подсећа на батину (неправилан, штапићаст облик). Групе ових бактерија често граде формације у облику латиничних слова V и Y, или распоређене и палисадно. Селективно се може узгајати на хранљивим подлогама које садрже телурит, што је битно за њихову идентификацију. Бактерија дифтерије производи токсин дифтерије, који припада групи АБ токсина. Токсин је грађен из две подјединице: фрагмента А, која је активни део и фрагмента Б, чија је улога у везивању за рецепторе ћелијске мембране. Фрагмент А је ензим АДП-рибозилтрансфераза. Он преноси рибозу аденозин-дифосфат са NAD-а на фактор елонгације 2 (еЕФ2, који игра улогу у синтези протеина-транслација), на тај начин га инактивише и блокира синтезу протеина у рибозомима.

## Знаци и симптоми
Симптоми дифтерије обично почињу два до седам дана након инфекције. Они укључују грозницу од 38 °C (100 °F) или више; језу; умор; плавичаста боја коже (цијаноза); упаљено грло; промуклост; кашаљ; главобољу; тешкоће при гутању; болно гутање; отежано дисање; брзо дисање; смрдљив и крвав исцедак из носа; и лимфаденопатију. У року од два до три дана, дифтерија може уништити здрава ткива у респираторном систему. Мртво ткиво формира густу, сиву превлаку која се може накупити у грлу или носу. Овај дебели сиви прекривач се назива „псеудомембрана”. Он може да покрије ткива у носу, крајницима, говорној кутији и грлу, што отежава дисање и гутање. Симптоми такође могу укључивати срчане аритмије, миокардитис и парализу кранијалних и периферних нерава.
Симптоми се јављају на месту инфекције (локални симптоми) и на нивоу целокупног организма (системска интоксикација).
- Пошто се инфекција најчешће преноси путем искашљаних капљица течности локални симптоми се јављају на местима уласка у организам, а то су: ждрело, носна слузокожа, гркљан, крајници, конјунктива. Улазна врата болести могу бити и ране, јер се јавља дефект заштитног слоја коже. После инкубације, која траје од 1-6 дана јављају се знаци инфекције и специфичне псеудомембране. Оне су сиво-беле боје, грађене су из фибрина, белих крвних зрнаца и епителних ћелија, чврсто се држе за површину слузокоже и при покушају да се одстране јавља се крварење. Температура је такође повећана, а задах из уста има сладуњав мирис. Лимфни чворови у околини су јако увећани.
- Неколико дана после почетка инфекције јављају се и системски знаци, услед дејства токсина. Може се јавити миокардитис праћен поремећајима срчаног ритма, поремећаји бубрега. Поремећаји се јављају и у нервном систему, најчешће у виду пареза моторних нерава главе и врата.

За идентификацију бактерије користи се њено узгајање на специјалним хранљивим подлогама, може се идентификовати и њен токсин. Захваљујући вакцинацији (обично као дифтерија-тетанус-пертусис (велики кашаљ) ДТП), болест је постала ређа. Међутим у новије време у Источној Европи (Русији), постојале су епидемије већих размера. 
У терапији се користе антибиотици и антитоксин.

### Дифтерична гушобоља
Ларингеална дифтерија може довести до карактеристичног отеченог врата и грла, или „биковског врата“. Отечено грло је често праћено озбиљним респираторним стањем, које карактерише „лајући“ кашаљ, стридор, промуклост и отежано дисање; и историјски називан на различите начине као „дифтерична гушобоља“, „права гушобоља“, или понекад једноставно као „гушобоља“. Дифтерична гушобоља је изузетно ретка у земљама у којима је вакцинација против дифтерије уобичајена. Као резултат тога, термин „круп” данас се најчешће односи на неповезану вирусну болест која производи сличне, али блаже респираторне симптоме.

## Преношење
Преношење дифтерије са човека на човека обично се дешава ваздушним путем када заражена особа кашље или кија. Удисање честица које се ослобађају од заражене особе доводи до инфекције. Контакт са било којом лезијом на кожи такође може довести до преношења дифтерије, али то је ретко. Могу се јавити и индиректне инфекције. Ако заражена особа додирне површину или предмет, бактерије се могу задржати и остати одрживе. Такође, неки докази указују на то да дифтерија има потенцијал да буде зоонозна, али то тек треба да буде потврђено. Corynebacterium ulcerans је пронађена код неких животиња, што би указивало на потенцијал зоонозе.

## Механизам
Дифтерични токсин (ДТ) производи само C. diphtheriae инфицирана одређеном врстом бактериофага. Токсиногеност је одређуна конверзијом фага (такође се назива лизогена конверзија); односно способност бактерије да прави ДТ се мења као последица инфекције одређеним фагом. ДТ је кодиран tox геном. Сојеви коринфага су било tox+ (нпр. коринфаг β) или tox− (нпр. коринефаг γ). tox ген постаје интегрисан у бактеријски геном. Хромозом C. diphtheriae има два различита, али функционално еквивалентна места везивања бактерија (attB) за интеграцију β профага у хромозом.
Прекурсор токсина дифтерије је протеин молекулске тежине 60 kDa. Одређене протеазе, као што је трипсин, селективно цепају ДТ да би створиле два пептидна ланца, амино-терминални фрагмент А (ДТ-А) и карбоксил-терминални фрагмент Б (ДТ-Б), који се држе заједно дисулфидном везом. ДТ-Б је подјединица за препознавање која омоћава улазак ДТ у ћелију домаћина везивањем за домен сличан EGF фактора везивања хепарина HB-EGF. Ово сигнализира ћелији да интернализује токсин унутар ендозома путем ендоцитозе посредоване рецепторима. Унутар ендозома, ДТ се дели помоћу протеазе сличне трипсину на ДТ-А и ДТ-Б. Киселост ендозома узрокује да ДТ-Б ствара поре у мембрани ендозома, чиме катализује ослобађање ДТ-А у цитоплазму.
Фрагмент А инхибира синтезу нових протеина у захваћеној ћелији катализујући ADP-рибозилацију фактора елонгације EF-2, протеина који је неопходан за корак транслације при синтези протеина. Ова ADP-рибозилација укључује трансфер ADP-рибозе са NAD+ на остатак дифтамида (модификованог хистидина) унутар EF-2 протеина. Пошто је EF-2 потребан за померање tRNA са А-места на P-место рибозома током транслације протеина, ADP-рибозилација EF-2 спречава синтезу протеина.
ADP-рибозилација EF-2 се преокреће давањем високих доза никотинамида (форма витамина Б3), пошто је ово један од крајњих производа реакције, а велике количине покрећу реакцију у супротном смеру.

## Дијагноза
Тренутна дефиниција клиничког случаја дифтерије коју користе Центри за контролу и превенцију болести Сједињених Држава заснована је на лабораторијским и клиничким критеријумима.

### Лабораторијски критеријуми
- Изолација C. diphtheriae из бојења по Граму или културе грла из клиничког узорка.[26]
- Хистопатолошка дијагноза дифтерије Албертовим бојењем.

### Демонстрација токсина
- Ин виво тестови (инокулација заморчића): поткожни и интракутани тестови.
- Ин витро тест: Елеков гелски преципитацијски тест, детекција токс гена помоћу PCR, ELISA, ICA.

### Клинички критеријуми
- Болести горњих дисајних путева са болом у грлу.
- Ниска грозница (изнад 39 °C (102 °F) је ретка).
- Адхерентна, густа, сива псеудомембрана која покрива задњи део фаринкса; у тешким случајевима може се проширити и на цело трахеобронхијално стабло.

### Класификација случајева
- Вероватан: клинички компатибилан случај који није лабораторијски потврђен и није епидемиолошки повезан са лабораторијски потврђеним случајем.
- Потврђено: клинички компатибилан случај који је или лабораторијски потврђен или епидемиолошки повезан са лабораторијски потврђеним случајем.

Емпиријски третман генерално треба започети код пацијената код којих постоји знатна сумња на дифтерију.

## Превенција
Вакцинација против дифтерије се обично ради код одојчади и испоручује се као комбинована вакцина, као што је DPT вакцина (дифтерија, пертусис, тетанус). Пентавалентне вакцине, које вакцинишу против дифтерије и четири друге дечје болести истовремено, често се користе у програмима превенције болести у земљама у развоју од стране организација као што је UNICEF.

## Третман
Болест може бити излечива, али у тежим случајевима, лимфни чворови на врату могу да отекну, а дисање и гутање су отежани. Људима у овој фази је неопходно да потраже хитну медицинску помоћ, јер опструкција у грлу може захтевати интубацију или трахеотомију. Абнормални срчани ритмови могу се јавити рано у току болести или недељама касније и могу довести до срчане инсуфицијенције. Дифтерија такође може изазвати парализу ока, врата, грла или респираторних мишића. Пацијенти са тешким случајевима се смештају у болничку јединицу интензивне неге и даје им се антитоксин против дифтерије (који се састоји од антитела изолованих из серума коња који су инфицирани дифтеријским токсином). Пошто антитоксин не неутралише токсин који је већ везан за ткива, одлагање његове примене повећава ризик од смрти. Стога се одлука о примени антитоксина против дифтерије заснива на клиничкој дијагнози и не треба да чека лабораторијску потврду.
Није доказано да антибиотици утичу на излечење локалне инфекције код пацијената са дифтеријом лечених антитоксином. Антибиотици се користе код пацијената или носилаца за искорењивање C. diphtheriae, и спречавање њеног преношења на друге. Центри за контролу и превенцију болести (CDC) препоручују следеће третмане:
- Метронидазол
- Еритромицин се даје (орално или инјекцијом) током 14 дана (40 mg/kg дневно са максимално 2 g/d), или
- Прокаин пеницилин Г се даје интрамускуларно током 14 дана (300.000 U/d за пацијенте тежине <10 kg, и 600.000 U/d за оне који имају тежину >10 kg); пацијенти са алергијама на пеницилин Г или еритромицин могу користити рифампин или клиндамицин.

У случајевима који узнапредују даље од инфекције грла, токсин дифтерије се шири крвљу и може довести до потенцијално опасних по живот компликација које утичу на друге органе, као што су срце и бубрези. Оштећење срца узроковано токсином утиче на способност срца да пумпа крв, или способност бубрега да чисте отпад. Такође може изазвати оштећење нерва, што на крају доводи до парализе. Око 40-50% оних који се не лече могу умрети.